# Antoinette Spaak
Antoinette Spaak (Etterbeek, 27 giugno 1928 – Ixelles, 28 agosto 2020) è stata una politica belga, figlia di Paul-Henri Spaak. Fu esponente e presidente del Fronte Democratico dei Francofoni dal 1977 al 1982, presidente del Parlamento della Comunità francofona del Belgio dal 1988 al 1992 e infine eurodeputata per due legislature (I, IV).

## Biografia

### Famiglia
Cresciuta in una delle principali famiglie politiche del Belgio, era infatti figlia dell'ex primo ministro belga e segretario generale della NATO Paul-Henri Spaak; sua nonna era l'attivista per i diritti delle donne Marie Spaak, che fu anche la prima donna nel senato belga, mentre suo prozio Paul-Émile Janson fu anch'egli primo ministro.
Studiò filosofia e letteratura all'Université libre de Bruxelles
Antoinette Spaak visse a Bruxelles; si sposò ed ebbe due figli.

### Carriera politica
Dopo la morte del padre assunse il ruolo all'interno del Fronte Democratico dei Francofoni (FDF) divenendo presidentessa del partito, in carica dal 1977 al 1982. Fu la prima donna a guidare un partito politico in Belgio. Fu membro del Parlamento europeo dal 1979 al 1984 e di nuovo dal 1994 al 1999. Tra il 1982 e il 2001 fu consigliera comunale a Ixelles.
Fu presidentessa del Parlamento della Comunità francofona del Belgio dal 1988 al 1992. Nel 1990 fu con Louis Michel, la forza trainante dietro la fusione del FDF con il Partito Riformatore Liberale (PRL) e il Movimento dei Cittadini per il Cambiamento (MCC) nel Movimento Riformatore (MR).